# Pedicia parvicellula
Pedicia parvicellula är en tvåvingeart som beskrevs av Alexander 1938. Pedicia parvicellula ingår i släktet Pedicia och familjen hårögonharkrankar. Inga underarter finns listade i Catalogue of Life.